# Bèna
Pour les articles homonymes, voir Bena.
Bèna est une localité située dans le département et la commune urbaine de Solenzo. Solenzo est par ailleurs chef-lieu de la province des Banwa dans la région de la Boucle du Mouhoun au Burkina Faso.

## Démographie
| 2003   | 2006   | 2012 |
| ------ | ------ | ---- |
| 11 963 | 11 595 | -    |

## Éducation et santé
La commune accueille un centre de santé et de promotion sociale (CSPS).